# تاد فیلد
ویلیام تاد فیلد (انگلیسی: William Todd Field؛ زادهٔ ۲۴ فوریهٔ ۱۹۶۴) بازیگر و فیلم‌ساز آمریکایی است. او برای کارگردانی در اتاق خواب (۲۰۰۱)، بچه‌های کوچک (۲۰۰۶) و تار (۲۰۲۲) مشهور است که در مجموع نامزد چهارده جایزهٔ اسکار بوده‌اند. فیلد شخصاً برای فیلم‌هایش نامزد شش اسکار شده‌است: دو جایزه در رشتهٔ بهترین فیلم، دو جایزه در رشتهٔ بهترین فیلم‌نامه اقتباسی، یک جایزه در رشتهٔ بهترین کارگردانی و یک جایزه در رشتهٔ بهترین فیلم‌نامه غیراقتباسی.او در فیلم تبادل دانشجو بازی کرده است.

## فیلم‌شناسی
| سال  | عنوان        | کارگردان | نویسنده | تهیه‌کننده |
| ---- | ------------ | -------- | ------- | --------- |
| ۲۰۰۱ | در اتاق خواب | آری      | آری     | آری       |
| ۲۰۰۶ | بچه‌های کوچک  | آری      | آری     | آری       |
| ۲۰۲۲ | تار          | آری      | آری     | آری       |